# Papilio aegeus

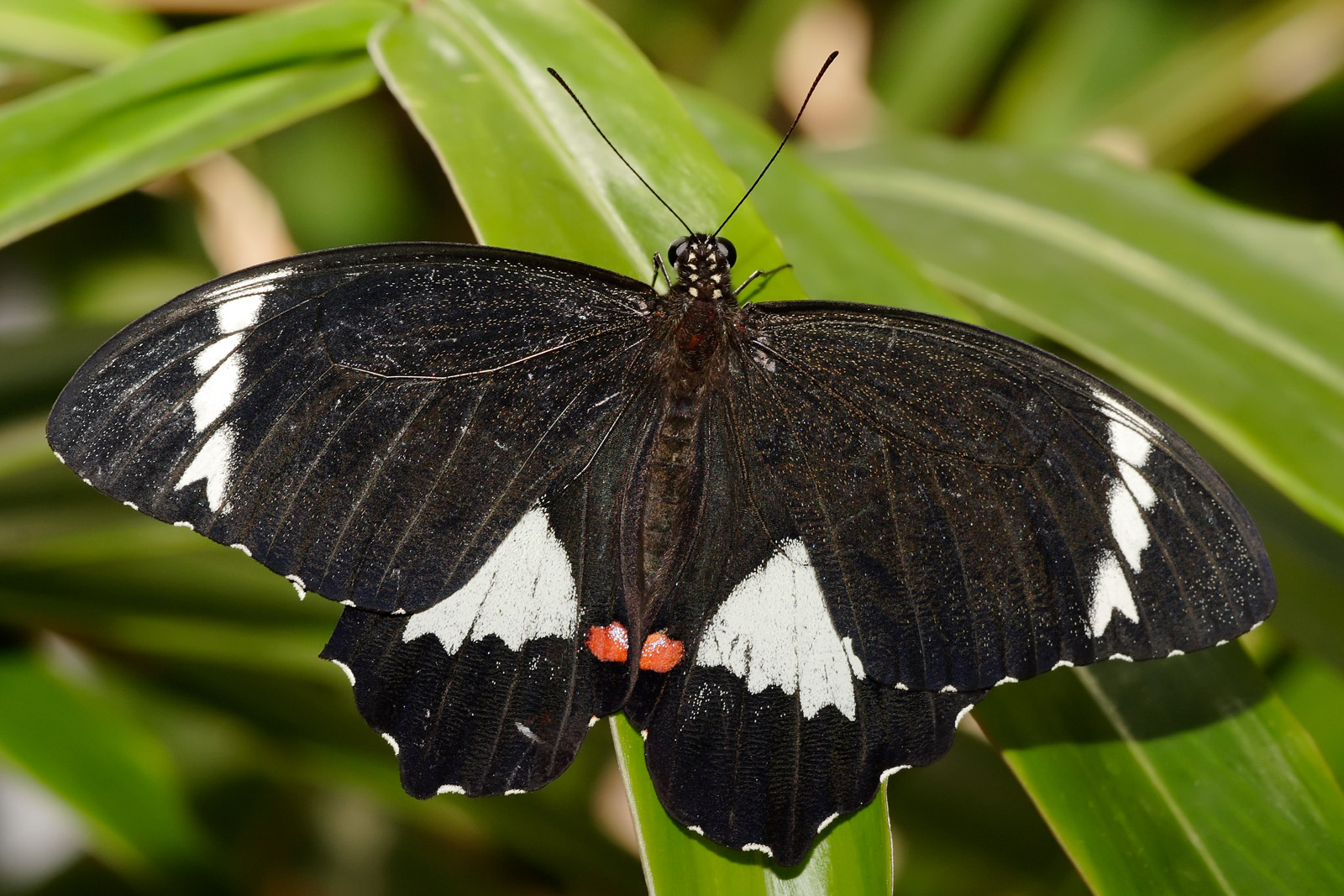
Mascle

Papilio aegeus és una espècie de lepidòpter papilionoïdeu de la família dels papiliònids (Papilionidae) que habita a Austràlia (des de Queensland fins a Victòria), a Papua Nova Guinea i les illes de l'oceà Pacífic compreses entre els dos països.
Té una envergadura d'entre 7,5 i 9 centímetres. L'espècie es caracteritza per unes taques pàl·lides en el centre de les ales posteriors. Els mascles són més petits i tenen uns punts blancs en les ales negres anteriors, i un punt vermell en el marge interior de les posteriors.